# غاوشلا
غاوشلا (بالإنجليزية: Gauschla)‏ هو أحد جبال سلسلة جبال الألب أبينزيل وجزء من القمة الأم ألفير (جبل) يقع في كانتون سانت غالن, سويسرا. يبلغ ارتفاع الجبل حوالي 2310 متر، بينما يبلغ ارتفاع نتوء الجبل 180 متر.